# Kabys
Kabys eller populært bysse, er køkkenet på et skib, som er indrettet med de til et køkken nødvendige faciliteter til madlavning og tilknyttede servicefunktioner, komfur, borde, opvaskemaskine, henstillingsfaciliteter etc.
Faciliteterne i kabyssen er sikret mod skibets bevægelse i søen, eksempelvis er komfuret forsynet med et lavt, aftageligt rækværk for at forhindre gryder og pander i at lande på dørken (gulvet) samt vandret stabiliserede arbejdspladser for at sikre vandrette arbejdsforhold for kokken og hans personale.
I større sejlskibe var kabyssen ofte placeret i et dækshus ved forreste mast, mens mindre sejlskibe havde installeret en mindre ovn, forude under dæk, i fartøjet.

## Oprindelse
Betegnelsen kabys er formodentlig opstået fra den plattyske benævnelse, kabuse = bræddeskur og/ eller det hollandske kombuis.

## Ekstern henvisning
- Det Maritime Danmark - Kabys  Arkiveret 4. marts 2016 hos  Wayback Machine